# Contea di Renville (Minnesota)
La contea di Renville (in inglese Renville County) è una contea dello Stato del Minnesota, negli Stati Uniti. La popolazione al censimento del 2000 era di 17 154 abitanti. Il capoluogo di contea è Olivia.